# 星美穂
星 美穂（ほし みほ、1988年3月29日 - ）は福島県出身の日本のお笑い芸人、タレントである。松竹芸能に所属し、2017年1月結成の『たべごろピーチ』の星ちゃん(ほしちゃん、ツッコミ担当)でもある。
キンタロー。が主宰する『SBK48』の研究生としても活動しており、SBK48内のデブ選抜ユニット『松木坂46』の一員でもある。
松竹芸能タレントスクール東京校出身(24期)。
芸人になった当初はガールプレイヤーというトリオ(解散)の緑色担当であった。
ピン芸人としては『星ぶどう』という芸名を使用していた時期もある。

## 来歴
福島県立福島明成高等学校、東日本国際大学卒業(2010年)
高校時代クラスメイトとお笑いコンビを組む等、お笑いに目覚め始めていた。大学卒業後に就職のため上京。
その後まわりの人達をとにかく笑顔にしたいと思ったのをきっかけにお笑いを志し、2014年松竹芸能タレントスクール東京校に入校(24期)。
スクールで最初に組んだコンビ『ミリオンダラー』はすぐに解散してしまったが、その後スクールで知り合った齋藤晴恵(はるはる)、郷原朱加(2016年7月で芸能界引退)と共にお笑いトリオ『ガールプレイヤー』を結成。
スクール在籍中から、松竹芸能のスクール生ライブはもとより様々なライブに出演した後、スクール卒業ライブと位置付けられた『松竹わかば保育園～たけのこ狩り～』(2015年3月27日：松竹芸能新宿角座)を経て2015年4月、松竹芸能に仮所属となる。同年6月には6年目を迎えていた営業の仕事を退職し、お笑いの道へ絞った。
同年7月31日、PON!(日本テレビ)『エンタメよーいPON！』コーナーにおいて、くじ引きで出演日が決まるという新コーナー『お笑い数うちゃPON！』の紹介があり、その抽選会にガールプレイヤーの一員として参加した様子が放映された。その時はくじ引きに外れ、同年8月14日に再度くじ引きに参加する機会を得て、その当日、参加者が『お笑い数うちゃPON！』コーナーで紹介された。この日は骨折中で松葉杖をついて収録に参加した。
スクール卒業後、松竹芸能新宿角座初登場は同年8月4日のピラミッド型ライブ『関東ゲラゲラBRONZE』(5位＝BRONZE残留)、その後複数回関東ゲラゲラシリーズに登場。
2016年5月松竹芸能に所属。
同年7月31日をもってガールプレイヤーは解散となり、松竹芸能に所属したままピン芸人としての道を進み始める。
ピン芸人としての松竹芸能新宿角座初登場は同年9月13日の『関東ゲラゲラBRONZE』(15位タイ＝ネタ見せ降格)この時、元相方のはるはるも同じライブでピン芸人初登場を果たした。
キンタロー。が主宰する『SBK48』には同年7月13日に加入(追加メンバーであったが後に研究生となる)、
旗揚げ公演、旗揚げ追加公演に参加。旗揚げ公演での役どころは『角座女学園1年生の星美穂』、キンタロー。、光子、脇屋敷、はるはる、府中文江、増野美由紀、だいどぅ、餅田コシヒカリと共演した。
同年11月22日、SBK48の一員として松竹芸能 DAIHATSU MOVE 道頓堀角座に初登場。
2017年1月より、一期下の東京25期でお笑いコンビ『椿』を解散した『だいどぅ』を誘い『たべごろピーチ』を結成、コンビ芸人として活動していくこととなった。
同年2月4日、スクール生と2年目までの合同ライブ『松竹わかば保育園～のれんわけ～』で新コンビとしての新宿角座デビューを飾った。
2020年2月29日にたべごろピーチの解散と、星もだいどぅと一緒に芸人を引退することを発表したが、新型コロナウイルス感染症の流行の影響でラストとなるライブ出演が当面延期となっていた。2021年12月19日開催の『卒業ライブ』（東京・新宿Fu-）の開催・出演を最後に正式に解散・引退予定。

## 人物
- SBK48旗揚げ公演のMC中にキンタロー。より『ブサイクに寄せている星美穂は研究生』という趣旨の発言があり、以後研究生という立場で活動している。[31]
- SBK48のプロフィールページでは『童顔担当。よく、壁に向かって「私はブサイク」と言い聞かせている。』と紹介されている。[2]
- お酒が好きで、中でもテキーラを好むと公言している。[1][3]
- 中学校から社会人までソフトテニスを続けていた。[32]
- トリオ時代、舞台のマイクの高さを調整するのはセンターに立つ自身の役目であったが、スクール卒業後初めて新宿角座に出演した際は、緊張のあまり調整を忘れて自身の身長と同じ高さのマイクでネタをした。[33]
- PON!出演時に骨折していたが、これは交通事故やスポーツでの怪我ではなく、階段を踏み外して転げ落ちた際に負ったものだった。[34]
- 母親からはお笑いを志す事を反対されていたが、2016年の正月に帰省した際『お笑いをやるなら表情や髪型を気をつけなさい』とアドバイスを受けた。[35]
- ディズニーのキャラクターの中ではドナルドダックが好き。[36]
- 上級救命技能と高等学校福祉の資格を所持している。

## 出演一覧

### テレビ
- PON！ (日本テレビ) - ガールプレイヤーの一員として『お笑い数うちゃPON！』コーナー抽選会に出演
  - 2015年7月31日放送[13][14]
  - 2015年8月14日放送[15][16]
- 東京オーディション(仮) (TOKYO MX)
  - 2015年10月6日放送 - ガールプレイヤーの一員として出演[37][38]
  - 2017年2月28日放送 - SBK48(仮)の一員として出演[39][40]
  - 2017年4月11日放送 - SBK48(仮)の一員として出演[41][42]
- 林先生が驚く初耳学(毎日放送、TBS)2016年6月26日放送 - 「このマスクをつけるとダイエット効果がある」というお題のVTRに出演[43][44]
- B2takes!TV「チカメンですけど何か？」(TOKYO MX2、2017年5月14日 - 5月21日放送) - SBK48の一員として出演[45][46]
- 女神のマルシェ(日本テレビ)2018年1月5日放送 - ダイエット器具のモニターで、たべごろピーチとして出演[47]
- ザ！世界仰天ニュース(日本テレビ)2018年1月9日放送 - 再現VTRに出演[48]

### ラジオ
- TKOのオールナイトニッポンR（ニッポン放送）- 2015年2月1日放送「松竹芸能タレントスクールを盛り上げるSP」スクール生全員で別室から参加[49]

### 賞レース
- R-1ぐらんぷり(2016年1回戦)(2017年1回戦)

### 外部ライブ
※ガールプレイヤーとして出演したものを除く
- アイドルミニ祭り(2015年2月23日、同年3月23日：オーディションハウス)[50]
- トークだよ！全員集合(2015年6月28日[51]、同年8月30日[52]：杉並区立産業商工会館)
- 下北GRIP 第75回金曜日昼の部(2016年10月7日：下北スラッシュ)[53]
- 山ビルライブ1(2016年11月10日：下北沢シアターミネルヴァ)[6]
- 全力女子ライブとゆかいな仲間たち(2016年11月19日、同年12月23日、2017年1月29日：新宿バッシュ)[54]
  - 2016年11月19日は元相方のはるはるも出演
- パワーオブフリー(Ｌ)vol.62(2016年12月25日：新宿バッシュ!!)[55]
- 24の色味(にじゅうしのいろみ)(2017年3月26日：新宿Fu-) - たべごろピーチとして出演[56]
- 女女女ライブ(2017年5月4日：新宿ハイジアV-1) - たべごろピーチとして出演[57]
- お笑いSHOW TIME（サマーソニック2017：東京ATTRACTION JUNGLE STAGE＝幕張メッセ）2017年8月19日（2公演）※SBK48の一員として[58]

### インターネット番組
- FRESH! by AbemaTV 松竹芸能チャンネル(※いずれもSBK48の一員として出演)
  - メインMCはキンタロー。と収納王子コジマジック！ゲストとの爆笑トークを見逃すな、実力派芸人によるトークバラエティ（2016年7月13日放送）[59]
  - コジマジック、大原かおり、宗万真弓、キンタロー。、そしてSBK48！実力派芸人が喋り倒す！3時間ぶっ通しの爆笑トークバラエティ（2016年8月24日放送）[60]

## 出演一覧(松竹芸能主催)
※SBK48旗揚げ大阪公演以外の会場は松竹芸能新宿角座、ピラミッド型ライブはガールプレイヤーとしての出演は除く。

### ピラミッド型ライブ
- 関東ゲラゲラBRONZE
  - 2016年9月13日(15位タイ＝ネタ見せ降格)[20]

### SBK48
- SBK48～旗揚げ公演～(2016年9月22日)[21]
- SBK48～旗揚げ追加公演～(2016年10月29日)[22]
- SBK48～旗揚げ大阪公演～(2016年11月22日：松竹芸能 DAIHATSU MOVE 道頓堀角座)[24]
- SBK48～お笑いライブ～(2017年3月8日)[61]

### その他
- 松竹わかば保育園～たけのこ狩り～(2015年3月27日) - 松竹芸能タレントスクール卒業ライブ[10]
- 第二回紺野ぶるま単独ライブ「お願い・・・たまたまぶらぶらしていたことにして」(2017年1月14日 - 1月15日) - おっぱいダンサーズの一員として出演[62]
- 松竹わかば保育園～のれんわけ～(たべごろピーチとして出演)
  - 2017年2月4日 - たべごろピーチ初舞台[27][63]
  - 2017年3月22日[64]
  - 2017年5月17日[65]
- キンタロー。初単独ライブ「kintalo。TV」（2017年6月10日）昼夜2公演[66] - バックダンサーとして出演[67]